# Ulrik Frederik Gyldenløve
Ulrik Frederik Gyldenløve (Bremen, 20 juli 1638 - Hamburg, 17 april 1704) was een Deens generaal en was een erkende bastaardzoon van koning Frederik III van Denemarken.

## Biografie
Gyldenløve werd in Bremen geboren tijdens het verblijf van zijn vader aldaar die indertijd prinsbisschop van de stad was. Hij werd verwekt bij Margrethe Pape. Toen zijn vader in 1648 koning werd verkreeg Ulrik de achternaam Gyldenløve, een naam die alle koninklijke Deense bastaarden kregen. In de eerste helft van de jaren 1650-1659 reisde hij door Europa en bezocht hij onder meer Frankrijk en Italië. Op 21 augustus 1655 werd hij verheven in de Deense adelstand.
In 1659 vocht hij mee in de slag bij Nyborg en vijf jaar later werd hij tot stadhouder van Noorwegen benoemd. Als stadhouder zorgde hij in Noorwegen voor belasting en landbouwhervormingen. In 1666 werd hij dan ook benoemd tot oppercommandant van de Noorse troepen. In 1671 stichtte Gyldenløve de plaats Larvik. In Kopenhagen was hij ook verantwoordelijk voor de bouw van Charlottenborg. Toen in 1674 de Schoonse Oorlog uitbrak wist hij met het Noorse leger vele successen tegen de Zweden te boeken. Het front in Noorwegen zou ook bekend gaan staan als de Gyldenløveoorlog.